# Tel Haror
Tel Haror est un tel du Néguev occidental dans le sud d'Israël.  Il est situé à 10 km à l'est de tel Gamma sur le cours nord du nahal Gerar à côté du moshav Shibolim. 
Tel Haror est identifié par les archéologues à la ville biblique de Guerar. Le tel couvre une superficie de 1,5 km2 et se divise en deux parties : la ville haute et la ville basse. 
Une forteresse y est installée alors que la Judée est intégrée à l'empire perse achéménide.
Le sommet du tel est occupé par un cimetière turc de la Première Guerre mondiale. 